# 莫什海泡
莫什海泡是一个位于中国吉林省镇赉县的湖泊，面积约为25.6平方千米，平均水深约为2米。